# Iben
Iben ist als eine weibliche Form von Ib ein dänischer weiblicher Vorname.

## Namensträger

### Vorname
- Iben Dorner (* 1978), dänische Schauspielerin
- Iben Hjejle (* 1971), dänische Schauspielerin
- Iben Mondrup (* 1969), dänische Schriftstellerin

### Familienname
- Icko Iben (1931–2025), US-amerikanischer Astronom
- Ibe Peters Iben, Orgelbauer aus Emden im 18. Jahrhundert
- Tor Iben, deutscher Regisseur
- Bernd Otto Iben, Oberst, Kommandeur des Landeskommando Niedersachsen